# 薇姬·约翰逊
薇姬·约翰逊（英語：Vickie Johnson，1972年4月15日—），生于路易斯安那州考沙塔，美国女子篮球运动员、教练员。她在1997年参加WNBA选秀，被纽约自由人选中，之后她曾两次入选WNBA全明星。